# Лапареламваям
Лапареламваям — річка на північному сході півострова Камчатка.
Довжина річки — 47 км. Протікає по території  Олюторського району  Камчатського краю.  Бере витік на південний захід від сопки Біла, протікає в західному напрямку до впадання в затоку  Анапка.

## Гідронім
За однією з версій річка перекладається з  коряцького Лапъаръэлямъяваям - «лебедина річка». За іншою версією дослівно: «річка з бурхливим переривчастим перебігом», тут течія річки порівнюється з швидким бігом оленя (або іншої тварини).

## Дані водного реєстру
За даними державного водного реєстру Росії відноситься до Анадиро-Колимського басейнового округу.
За даними геоінформаційної системи водогосподарського районування території РФ, підготовленої Федеральним агентством водних ресурсів:
- Код водного об'єкта в державному водному реєстрі — 19060000312120000008229
- Код за гідрологічною вивченістю (ГВ) — 120000822
- Номер тома з ГВ — 20
- Випуск за ГВ — 0